# إيزوفورون
إيزوفورون هو مركب عضوي حلقي كيتوني غير مشبع صيغته الكيميائية C9H14O؛ ويوجد على هيئة سائل عديم اللون.

## الوفرة الطبيعية
يوجد بشكل طبيعي في عدد من النباتات، مثل العنيبية الحامضة.

## التحضير
يصطنع هذا المركب انطلاقاً من الأسيتون وفق تفاعل تكاثف ألدولي في وسط من هيدروكسيد البوتاسيوم. يتشكل أثناء التفاعل عدد من المركبات الوسيطية مثل كحول ثنائي الأسيتون وأكسيد الميسيتيل وكذلك 3-هيدروكسي-5،3،3-ثلاثي ميثيل حلقي الهكسانون. قد يتشكل بيتا-إيزوفورون ناتجاً ثانوياً عن التفاعل.

## الخواص
يتبع إيزوفورون التفاعلات النمطية لكيتون ألفا وبيتا غير المشبع؛ ويؤدي تفاعل الهدرجة إلى الحصول على مشتقات حلقي الهكسانون. كما يخضع هذا المركب إلى تشكيل المشتق الأكسيدي عند التفاعل مع بيروكسيد الهيدروجين. يتفكك هذا المركب بأثر جذور الهيدروكسيل الحرة.
كما يخضع هذا المركب إلى تفاعل ديمرة ضوئية (Photodimerization) عند تعريض هذا المركب للضوء.

## الاستخدامات
يستخدم هذا المركب على هيئة مذيب ومادة أولية في صناعة البوليمرات.